# Charles T. Kowal
Charles Thomas Kowal född 8 november 1940 i Buffalo  i New York, död 28 november 2011 i Cinebar i Washington, var en amerikansk astronom.
Han var verksam vid Mount Wilson-observatoriet och Palomarobservatoriet.
1972 upptäckte han supernovan SN 1972E.
1977 upptäckte han den första Centaur asteroiden.
Han upptäckte två av Jupiters månar, dessa fik senare namnen Themisto och Leda.
Themisto tillsammans med astronomen Elizabeth Roemer.
Han upptäckte de periodiska kometerna 99P/Kowal, 104P/Kowal, 134P/Kowal-Vávrová, 143P/Kowal-Mrkos och 158P/Kowal-LINEAR. 
143P/Kowal-Mrkos tillsammans med Antonín Mrkos och 158P/Kowal-LINEAR tillsammans med Lincoln Near-Earth Asteroid Research
Minor Planet Center listar honom som C. T. Kowal och som upptäckare av 22 asteroider.
1979 tilldelades han James Craig Watson-medaljen
Kratern Kowal på Pluto är uppkallad efter honom.

## Asteroider upptäckta av Kowal
| 1876 Napolitania | 31 januari 1970     |
| 1939 Loretta     | 17 oktober 1974     |
| 1981 Midas       | 6 mars 1973         |
| 2060 Chiron      | 18 oktober 1977     |
| 2063 Bacchus     | 24 april 1977       |
| 2102 Tantalus    | 27 december 1975    |
| 2134 Dennispalm  | 24 december 1976    |
| 2241 Alcathous   | 22 november 1979    |
| 2340 Hathor      | 22 oktober 1976     |
| 2594 Acamas      | 4 oktober 1978      |
| 2629 Rudra       | 13 september 1980   |
| 3163 Randi       | 28 augusti 1981     |
| 3924 Birch       | 11 februari 1977[A] |

| 4312 Knacke                                       | 29 november 1978[B] |
| (4596) 1981 QB                                    | 28 augusti 1981     |
| (4688) 1980 WF                                    | 29 november 1980    |
| (5660) 1974 MA                                    | 26 juni 1974        |
| (24617) 1978 WU                                   | 29 november 1978[B] |
| (73669) 1981 WL2                                  | 25 november 1981    |
| (99953) 1978 ND                                   | 7 juli 1978         |
| (178284) 1978 WB1                                 | 29 november 1978[B] |
| (306375) 1980 RG1                                 | 13 september 1980   |
| Upptäckt tillsammans med: A E. Bowell B S. J. Bus |                     |